# La Chapelle-Orthemale
La Chapelle-Orthemale ist eine französische Gemeinde mit 100 Einwohnern (Stand: 1. Januar 2022) im Département Indre in der Region Centre-Val de Loire; sie gehört zum Arrondissement Châteauroux und zum Kanton Buzançais. Die Einwohner werden Artimaliens genannt.

## Geografie
La Chapelle-Orthemale liegt etwa 20 Kilometer westnordwestlich von Châteauroux an der Indre, der die Gemeinde im Norden begrenzt. Umgeben wird La Chapelle-Orthemale von den Nachbargemeinden Villedieu-sur-Indre im Norden und Osten, Neuillay-les-Bois im Süden, Vendœuvres im Westen und Südwesten sowie Buzançais im Westen und Nordwesten.

## Bevölkerungsentwicklung
| Jahr                       | 1962 | 1968 | 1975 | 1982 | 1990 | 1999 | 2006 | 2018 |
| Einwohner                  | 201  | 154  | 141  | 115  | 109  | 95   | 115  | 106  |
| Quellen: Cassini und INSEE |      |      |      |      |      |      |      |      |

## Sehenswürdigkeiten

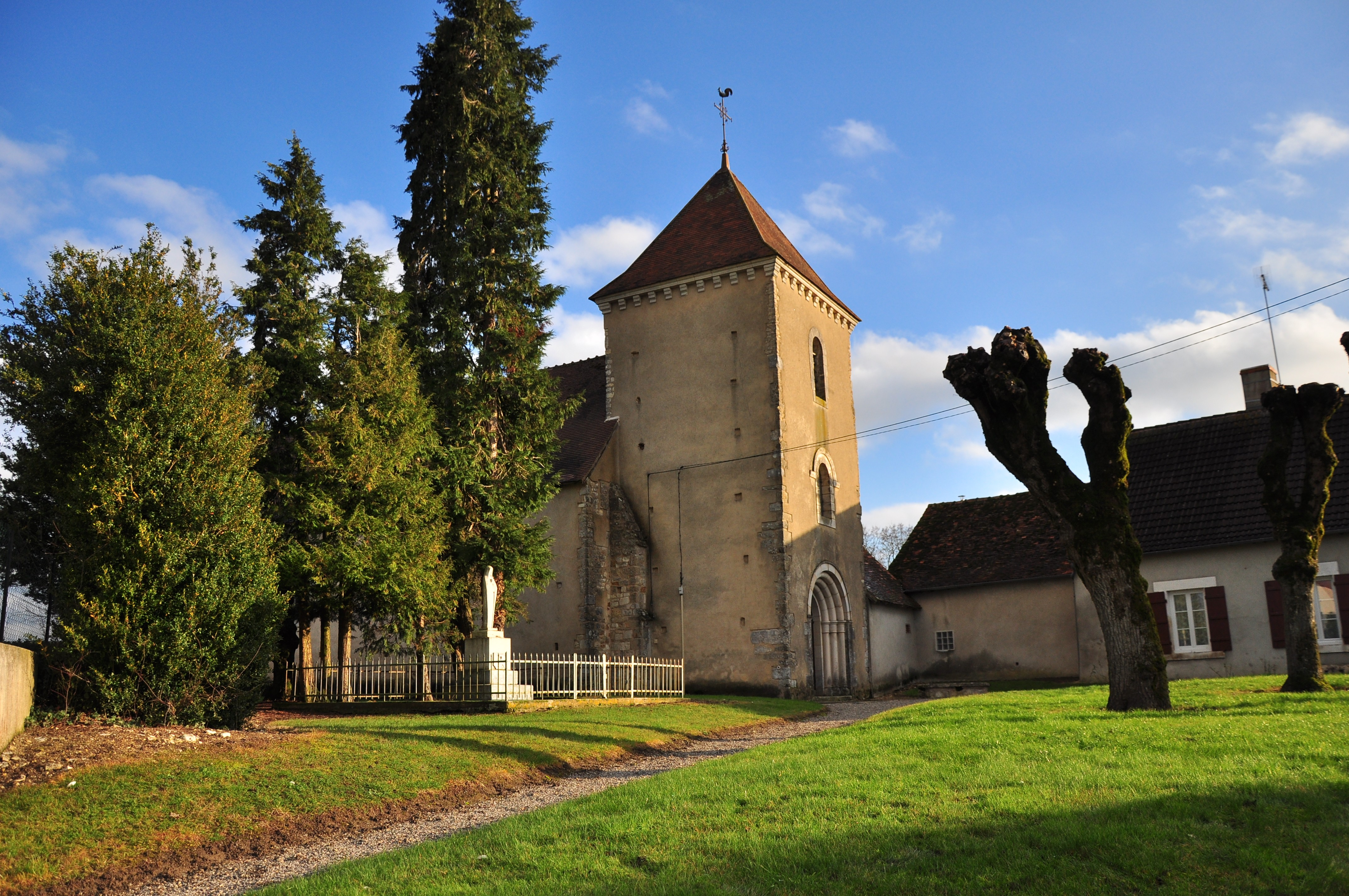
Kirche Notre-Dame

- Kirche Notre-Dame
- Schloss La Chapelle